# Altus Air Force Base

i7
i11
i13
Die Altus Air Force Base (IATA-Code: LTS, ICAO-Code: KLTS, FAA-LID: LTS) ist ein Militärflugplatz der United States Air Force in der Nähe von Altus im US-Bundesstaat Oklahoma. Der Flugplatz ist Basis vor allem von Transportflugzeugen des Air Mobility Command.

## Geschichte

### Zweiter Weltkrieg
Die Ursprünge des Militärflugplatzes reichen ins Jahr 1943 zurück. Aufgrund des guten Wetters wurde nahe der Stadt Altus das Altus Army Airfield (Altus AAF) als Platz für eine neue Flugschule für die bis 1947 der United States Army unterstehenden United States Army Air Forces ausgewählt. Die Piloten erhielten hier ihre fliegerische Grundausbildung, bevor sie dann auf weiteren Schulen auf ihr zukünftiges Einsatzmuster geschult und auf den Kriegseinsatz vorbereitet wurden. Nach dem Ende des Krieges in Europa wurde das Gelände zunächst nicht mehr benötigt. Altus AAF wurde deaktiviert und auf einen temporär inaktiven Status gesetzt. Erst am 1. August 1953 wurde das Flugfeld als Altus Air Force Base wieder eröffnet.

### Nachkriegszeit
Zunächst waren auf dem Flughafen Boeing KC-97 Stratofreighter und Boeing B-52 Flying Fortress zusammen mit den dazugehörigen Tankern vom Typ Boeing KC-135 Stratotanker stationiert. Zudem befanden sich Anfang der 1960er Jahre mehrere Raketensilos im Bereich der Basis. Mit dem Ausbau der United States Air Force während des Vietnamkriegs kam als zusätzliche Aufgabe der Lufttransport dazu. 1967 wurde Altus ausgewählt als Standort für die Schulung auf dem neu eingeführten Transportflugzeugen Lockheed C-141 Starlifter und der noch einmal größeren Lockheed C-5 Galaxy. Auch hier war das gute Wetter in Oklahoma, das schon zur Schaffung des Fluggeländes geführt hatte, ausschlaggebend. Dafür wurden B-52 nach und nach an andere Basen abgegeben, so dass Anfang der 1970er Jahre nur noch Transport- und Luftbetankungsflugzeuge auf der Basis stationiert waren. Diese Zusammensetzung sollte sich nicht mehr wesentlich ändern.

### Jahrtausendwende bis heute
Im Jahr 1992 wurde das 97th Air Mobility Wing (97 AMW) auf der Basis als Transportverband und Host Unit (verantwortlich für den Betrieb der Basis) neu aufgestellt. Ab 1996 wurde in der United States Air Force und auf der Altus AFB die Boeing C-17 Globemaster III als Nachfolger der Lockheed C-141 eingeführt. Schon vor der offiziellen Übergabe des ersten Flugzeuges wurden auf der Basisschulungen für Piloten und Ladungsmeister durchgeführt. 2001, nach insgesamt 32 Jahren, erfolgte dann die Außerdienststellung der C-141 auf der Basis. Die Ausbildung der Ladungsmeister wechselte im folgenden Jahr von der Sheppard Air Force Base in Texas nach Altus. 2007 bedeutete das Ende für die Schulung auf der C-5. Diese Ausbildung ging auf die Lackland AFB in Texas und unterstand somit nicht mehr einem Verband der United States Air Force, sondern wechselte in die Verantwortung der United States Air Force Reserve.

## Infrastruktur
Der Flughafen besitzt ein System aus drei parallelen Start- und Landebahnen, von denen die längste knapp über 4000 Meter lang ist, in einer Nord-Süd-Ausrichtung. Zwischen den beiden größeren Bahnen befindet sich ein sogenannter Assault Strip (teilweise auch als Runway 176/356 bezeichnet), um Landungen auf deutlich kleineren Flugplätzen, wie sie zum Beispiel bei Auslandseinsätzen vorkommen können, zu üben. Auf beiden großen Bahnen sind in beiden Richtungen Instrumentenlandesysteme (Betriebsstufe Cat I) installiert. Außerdem kann der Flugplatz auch mit Hilfe von GPS-Anflugverfahren angeflogen werden. Auf die größte Bahn 18L/36R kann zudem auch ein Anflug gestützt auf Drehfunkfeuer (VOR oder TACAN) durchgeführt werden.